# Антоније Тодоровић
Антоније Тодоровић Шарпланинац (Призрен, 1880 — Београд , 1970), је био српски учитељ, национални представник Срба у Османском царству и члан четничке организације у Старој Србији, данашњој Македонији, за време четничке акције почетком 20. века.

## Биографија
Родио се у (Призрену у занатлихјско-трговачкој породици. Завршио је Призренску богословију 1897. Исте године постао је учитељ у српској школи у Велесу, а од 1902. у Битољу, да би 1904. постао учитељ у српској грађанској школи у Куманову. Формирањем српске четничке организације постаје члан и водећа личност њеног одбора у Куманову. Заједно са учитељем Јованом Цакићем, Лазаром Божовићем и протом Атанасијем Петровићем Ташком формирао је градски одбор српске четничке организације у Куманову током 1904. Тај одбор успостављен је у јесен 1904. године и имао је задатак да обавештава, снабдева и издржава српске чете у Кумановској кази. Када је комитет ВМРО-а убио српског проту Атанасија Петровића Ташка 14. 1. 1905. у Куманову одбор српске организације решио је да за освету убије егзархијског, односно бугарашког проту Александра на дан четрдосетодневног помена Ташку, главни организатор убиства био је Тодоровић.
Иако је накратко био у опасности да буде ухапшен, Тодоровић је избегао затварање, али је већ 1906. морао да побегне у Србију, јер је у хартијама погинулих српских четника на Челопеку нађено његово име. У турску се враћа након Младотурске револуције и постаје је посланик за Криву Паланку и околину Прве скупштине Срба у Османском царству. Након младотурског преврата до 1912. био је управитељ српских школа за Кривопаланачку казу. Био је народни посланик у привременом народном представништву СХС 1921. године. После Првог светског рата добио је место школског надзорника у Призрену.
Своје политичко деловање Тодоровић је наставио као као један од присталица Јаше Продановића и Републиканске странке. Набрајајући чланове Републиканске странке који су били блиски са Равногорским покретом др Драгољуб Јовановић је додао: „Са Дражом је био повезан и велики Србин из Призрена Анта Тодоровић.”
Године 1954. упутио је отворено писмо Мирославу Крлежи због кога је осуђен на три године затвора. Умро је у Београду у 91 години живота.